# Yasmin Le Bon
Yasmin Le Bon (Oxford, 29 de outubro de 1964) é uma modelo do Reino Unido de origem iraniana.  Le Bon é actualmente representada pela Elite+ em Nova Iorque e Models 1 em Londres. Le Bon foi uma das modelos mais bem pagas durante a década de 1980.
A sua carreira como modelo foi pautada pela longevidade de mais de vinte anos nas passarelas.
É casada com Simon Le Bon, o vocalista da banda pop Duran Duran, com quem têm três filhas: Amber Rose Tamara (agosto de 1989), Saffron Sahara (setembro de 1991) e Tallulah Pine (setembro de 1994).